# ولیهیمتلی، گولبشی
ولیهیمتلی، گولبشی (به لاتین: Velihimmetli, Gölbaşı) یک زیستگاه انسانی در ترکیه است که در استان آنکارا واقع شده‌است.

## خصوصیات
ولیهیمتلی ۱۱۲٫۰۰۰ کیلومترمربع مساحت و ۵۸۸ نفر جمعیت دارد.